# Ministère du Numérique (RDC)
Le ministère du Numérique était un ministère du gouvernement de la République démocratique du Congo, créé en 2021 dans le cadre de la mise en œuvre d’une politique nationale de développement du numérique. Il a été dirigé par Désiré-Cashmir Eberande Kolongele, ancien Directeur de cabinet du président Félix Tshisekedi.
Ce ministère a été officiellement instauré lors de la formation du gouvernement Sama Lukonde II en avril 2021.
En mai 2024, à la suite de la formation du gouvernement Judith Suminwa, le ministère a été supprimé et fusionné avec celui des Postes, Télécommunications et Nouvelles technologies de l'information et de la communication (PTNTIC), pour donner naissance au Ministère des Postes, Télécommunications et Numérique (RDC).

## Missions
Le ministère avait pour missions principales :
- Mettre en œuvre la stratégie nationale du numérique ;
- Développer l’économie numérique ;
- Superviser la transformation digitale de l’administration publique ;
- Assurer la cybersécurité et la régulation du secteur numérique.

## Ministre
- Désiré-Cashmir Eberande Kolongele (2021 – 2024)